# Ma mi...
Ma mi è una canzone in dialetto milanese scritta da Giorgio Strehler e musicata da Fiorenzo Carpi, portata al successo da Ornella Vanoni che la incise su 45 giri nel dicembre 1959.

## Origine
La canzone appartiene al repertorio delle canzoni della mala ideato intorno al 1957/58 dal regista Giorgio Strehler con alcuni autori prestigiosi, per un recital della allora esordiente cantante Ornella Vanoni, a quei tempi sua compagna. Il repertorio era incentrato sul tema della malavita, avente per protagonisti ladri, poliziotti, malfattori, carcerati, minatori, e inventando pertanto la definizione di canzoni della mala. Per alimentare la curiosità del pubblico, venne lasciato credere che si trattasse di autentici canti popolari ricavati da vecchi manoscritti. In realtà erano canzoni scritte appositamente da vari autori tra cui principalmente Fiorenzo Carpi e Gino Negri per le musiche, e Giorgio Strehler e Dario Fo per i testi, in quanto i canti popolari trovati non erano adatti a costruire un recital, soprattutto sotto l'aspetto della "forma canzone". In un primo momento il disco venne pubblicato riportando come "Anonimo" l'autore del testo, ma successivamente, forse anche per un giusto riconoscimento del diritto d'autore, comparve il nome di Giorgio Strehler. Ornella Vanoni portò così in scena la sua prima tournée teatrale, terminata con uno spettacolo a Spoleto, al Festival dei Due Mondi nel '59.
Insieme a O mia bela Madunina è considerata la canzone manifesto di Milano

## Falso storico di due grandi autori
Falso storico di canzone popolare perfettamente riuscito a Giorgio Strehler e Fiorenzo Carpi, gli stessi autori di Le Mantellate, la canzone è entrata nel repertorio tradizionale delle canzoni popolari milanesi e in quello della Resistenza, sebbene sia stata scritta parecchi anni dopo.
Giorgio Strehler, ospite nel 1982 della trasmissione Blitz di Gianni Minà, ha spiegato che Ma mi non è una canzone della Resistenza, ma una canzone che parla della Resistenza, e non solo di quella contro il nazi-fascismo, ma anche della resistenza al non tradire, a non fare delazioni, a resistere e sapere dire di no, definendo la canzone un canto post-partigiano.
Il grande regista spiega inoltre che la canzone non parla di un eroe, ma di un ladruncolo della malavita, che dopo la fine della Seconda guerra mondiale viene arrestato perché è tornato a rubare, a fare cioè quello che per vivere faceva anche prima della guerra. Rinchiuso nella cella del carcere milanese di San Vittore, ricorda i tempi in cui coi suoi compagni aveva partecipato alla Guerra di Albania e alla Resistenza. Si accorge però che la società non è cambiata da allora, e che gli viene chiesto ancora di fare la spia in cambio della libertà. La storia lascia un punto interrogativo sulla società che nacque dopo la Resistenza, perché diventò diversa da quella che chi fece la Resistenza sperava che diventasse.

## Altre versioni
Ma mi, nell'originale scritta senza puntini di sospensione, venne pubblicata anche nell'EP intitolato Le canzoni della malavita vol. 2 nello stesso anno nel 1960 nel 45 giri Ballata di Chessman / Ma mi, due anni dopo nel 33 giri Ornella Vanoni e nel 1972 nel 33 giri antologico Vanoni Hits.
Dal vivo la cantante ha riproposto il brano nel 1971 nel 33 giri ..Ah! l'amore l'amore quante cose fa fare l'amore...
La canzone è stata successivamente incisa da Enzo Jannacci nel 1964 nel 33 giri La Milano di Enzo Jannacci e nel 45 giri Ma mi / M'hann ciamàa, senza puntini di sospensione.
Altre interpretazioni, che non sempre hanno avuto una pubblicazione discografica, sono quelle di Dario Fo, Giorgio Strehler, Milva, Giorgio Gaber, I Gufi, Nanni Svampa, Paolo Rossi, Arpioni, Gino Bramieri, I 7 grani, Rosalina Neri, Tino Carraro, Corte dei miracoli, Signor Monza & Signor Giordano, Luca Dell'Anna, Alfonso Borghi con Zingari o Re, Banda Bassotti, Roberta Alloisio, Andrea Jonasson e, nel 2022, da Francesco Guccini nell’album Canzoni da intorto.